# Георги Апостолов (архитект)
Вижте пояснителната страница за други личности с името Георги Апостолов.
Георги Апостолов Георгиев е български архитект.

## Биография
Роден е на 2 април 1891 година в Свищов. През 1912 година завършва мюнхенското Висше техническо училище с архитектура. Негово дело са обществени сгради, включително:
- Сградата на Търговската банка (ул. „Граф Игнатиев“ и „Ангел Кънчев“, съвместно с архитектите Георги Фингов и Димо Ничев, 1921 г.);
- Търговската палата (бул. „Витоша“, 1922 г.)
- Застрахователното дружество „Орел“, заедно с арх. Асен Чернев (1928 г.)[2]
- Хотел „Славянска беседа“, заедно с арх Асен Михайловски (1935 г.).[1]

Умира на 20 декември 1967 година в София.